# 18. prosinec
18. prosinec je 352. den roku podle gregoriánského kalendáře (353. v přestupném roce). Do konce roku zbývá 13 dní. 

## Události

### Česko
- 1393 – Uherský král Zikmund Lucemburský, Jošt Moravský a Albrecht III. Habsburský spojují své síly proti českému a římsko-německému králi Václavovi.
- 1880 – Nedávno vzniklá Ústřední matice školská vydala prohlášení „Čechům, Moravanům, Slezanům!“, v němž vyzvala ke sbírkám na rozvoj českojazyčného školství.
- 1895 – Mechanik Václav Laurin a knihkupec Václav Klement zakládají cyklistickou dílnu Laurin & Klement, předchůdce automobilové značky Škoda.
- 1918
  - Československé vojsko obsadilo Opavu, kterou Němci pokládali za správní středisko provincie Sudetenland.
  - Vyšly první československé poštovní známky – tzv. Hradčany.
- 1935 – Dr. Edvard Beneš byl zvolen druhým československým prezidentem.
- 1998 – V Brně byl dán do provozu Husovický tunel

### Svět
- 0218 př. n. l. – V bitvě u Trebie ve druhé punské válce porazili Kartaginci pod vedením Hannibala římskou armádu, které velel Tiberius Sempronius Longus.
- 1118 – Armáda Alfonse I. dobyla město Saragossa, držené Maury, v rámci Reconquisty po dlouhém obléhání. Král určil místo jako nové hlavní město Aragonie.
- 1621 – Anglický parlament v Londýně jednohlasně odsouhlasil přechod k protestantství.
- 1865 – Třináctým dodatkem k ústavě bylo ve Spojených státech amerických zrušeno otroctví.
- 1884 – Stockholm: objevuje se první vydání Svenska Dagbladet
- 1944 – Francouzský deník Le Monde se objevuje se svým prvním vydáním.
- 1948 – Slavnostně otevřena přehrada vedoucí na dánský ostrov Röm.
- 1966 – Byl objeven Epimetheus, Saturnův měsíc, ačkoliv byl 12 let pokládán za Janus.
- 1987 – Programátor Larry Wall vydal první verzi programovacího jazyka Perl.
- 1999 – Na srílanskou prezidentku Chandrika Kumaratunga byl spáchán tři dny před prezidentskými volbami sebevražedný atentát (na LTTE). Přežila těžce zraněná.
- 2003 – Bývalý předseda Státní rady NDR Egon Krenz byl po necelých čtyřech letech vězení předčasně propuštěn.
- 2005 – Oblast Dárfúru: Rebelové z súdánském krizového regionu Dárfúr obsadili město Adre ve východním Čadu, na což Čad reagoval zásahem do konfliktu v Dárfúru.
- 2006 – V Norsku bylo oznámeno sloučení Norsk Hydro a Statoil. S tržní kapitalizací kolem 92,7 miliardy dolarů vytvoří největšího světového provozovatele vrtných plošin na těžbu ropy a zemního plynu a producenta ropy na moři, čímž překoná průmyslové giganty, jako jsou Royal Dutch Shell a BP.
- 2011 – Z izraelských věznic bylo propuštěno 550 palestinských vězňů v rámci druhé fáze výměny za Gilada Šalita.
- 2017 – Ve vídeňském Hofburgu spolkový prezident Alexander Van der Bellen jmenoval novou rakouskou vládu složenou z ÖVP a FPÖ; Kancléř Sebastian Kurz se ve věku 31 let stal nejmladším šéfem evropské vlády.
- 2019 – Ve Francouzské Guyaně na kosmodromu Kuru proběhl start nosné rakety Sojuz-ST-A se čtyřmi satelity a orbitálním dalekohledem Cheops
- 2022 – Argentina vyhrála finále Mistrovství světa ve fotbale proti Francii po penaltovém rozstřelu 4 - 2.

## Narození

### Česko

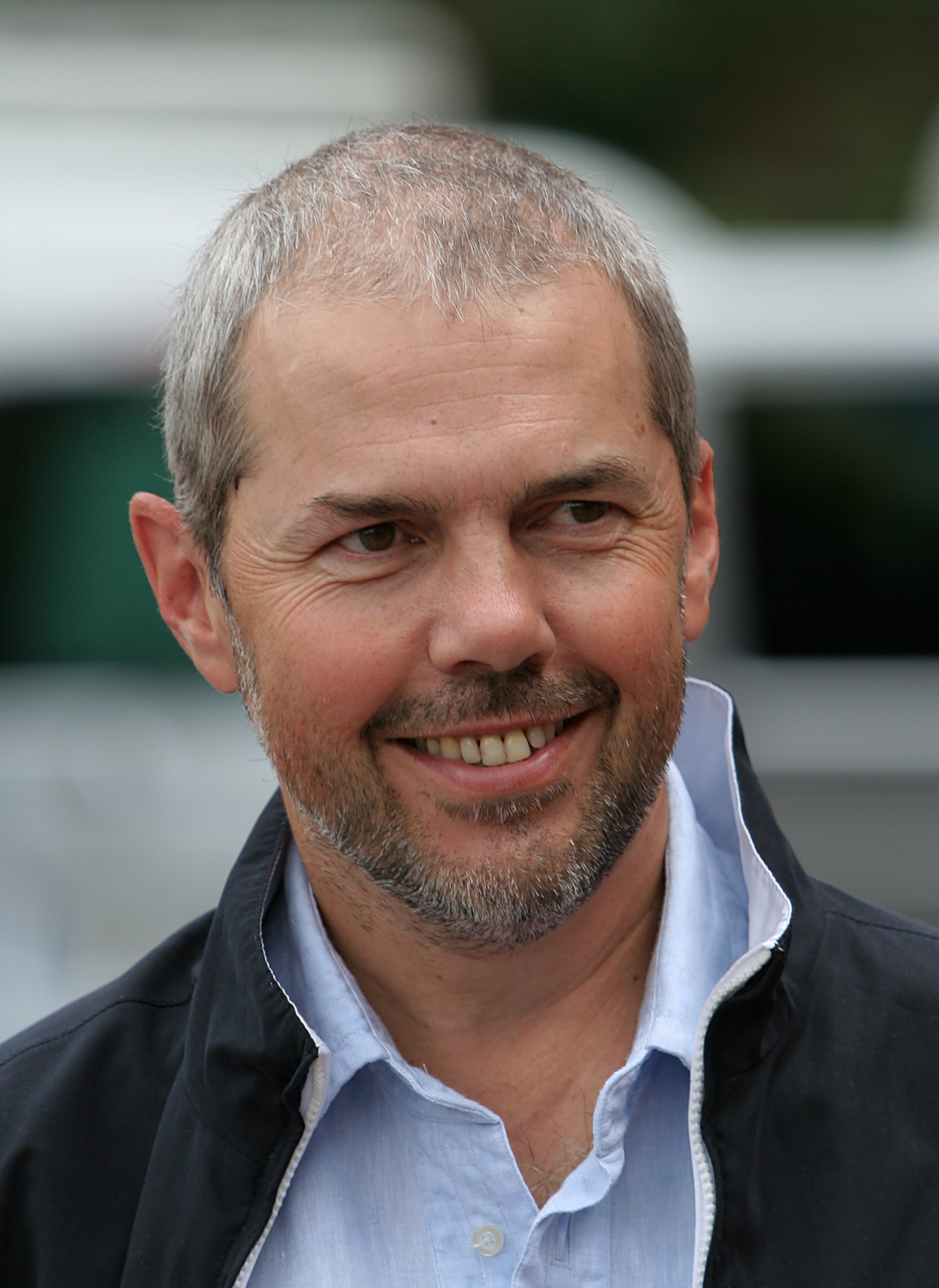
Marek Eben (* 1957)

- 1504 – Florián Gryspek, šlechtic († 29. března 1588)
- 1787 – Jan Evangelista Purkyně, fyziolog († 28. července 1869)
- 1815 – Jan Bělský, architekt a stavitel († 7. února 1880)
- 1851 – Adolf Pštros, herec († 11. března 1903)
- 1853 – Josef Král, klasický filolog († 17. září 1917)
- 1871 – Jan Kotěra, architekt († 17. dubna 1923)
- 1876 – Antonín Remeš, československý politik († 1958)
- 1877 – Karl Petersilka, kněz a politik německé národnosti († 20. září 1942)
- 1879 – Josef Stivín, československý spisovatel a politik († 12. října 1941)
- 1886 – Jan Hromádka, geograf († 25. ledna 1968)
- 1894 – Josef Sousedík, podnikatel a vynálezce († 15. prosince 1944)
- 1896 – Jan Bělehrádek, lékař, rektor Univerzity Karlovy a politik († 8. května 1980)
- 1909 – Josef Adamec, student popravený 17. listopadu 1939 († 17. listopadu 1939)
- 1911 – Josef Borůvka, ministr zemědělství a výživy († 30. července 1979)
- 1913 – Viktor Knapp, právník († 29. června 1996)
- 1914 – Jan Weinert, studentský funkcionář popravený 17. listopadu 1939 († 17. listopadu 1939)
- 1921 – Jaromír Hořec, básník, spisovatel, novinář a publicista († 22. listopadu 2009)
- 1925 – Přemysl Hainý, československý hokejový reprezentant († 25. října 1993)
- 1931 – Eva Bosáková, sportovní gymnastka, olympijská vítězka († 10. listopadu 1991)
- 1932 – Jaroslav Velinský alias Kapitán Kid, spisovatel, vydavatel, hudebník a trampský písničkář († 19. února 2012)
- 1938 – Marie Schenková, historička umění
- 1942 – Jaroslav Zvěřina, lékař – sexuolog a politik
- 1945 – Jan Krámek, politik
- 1947
  - Zdeňka Lorencová, zpěvačka
  - Pavel Vavrys, malíř a ilustrátor
- 1953 – Miroslav Sehnal, prozaik a publicista
- 1954 – Pavel Fojtík, historik
- 1955 – Tomáš Kvapil, ministr pro místní rozvoj ČR († 28. listopadu 2022)
- 1957
  - Marek Eben, herec, bavič, zpěvák, moderátor
  - Jan Slovák, grafik, řezbář, básník, spisovatel
- 1966 – Aleš Kočvara, basketbalista
- 1982 – Kateřina Baďurová, atletka, tyčkařka
- 1985 – Hana Soukupová, modelka
- 1995 – Barbora Krejčíková, tenistka

### Svět

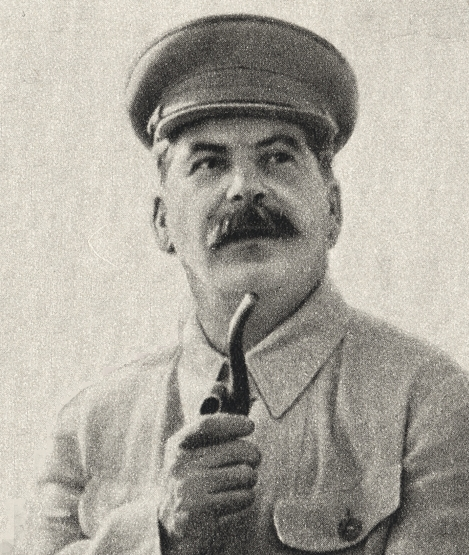
Josif Vissarionovič Stalin (* 1878)

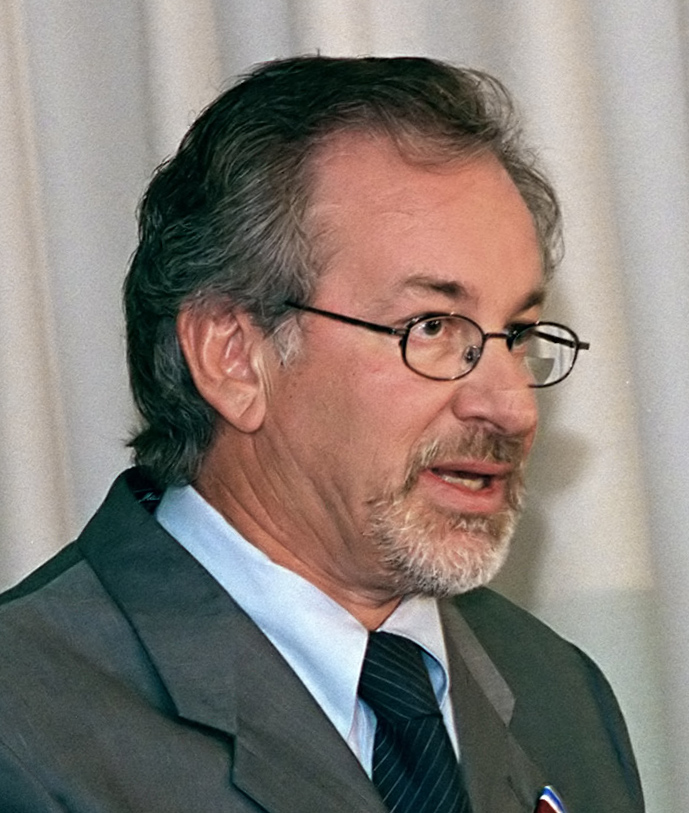
Steven Spielberg (* 1946)

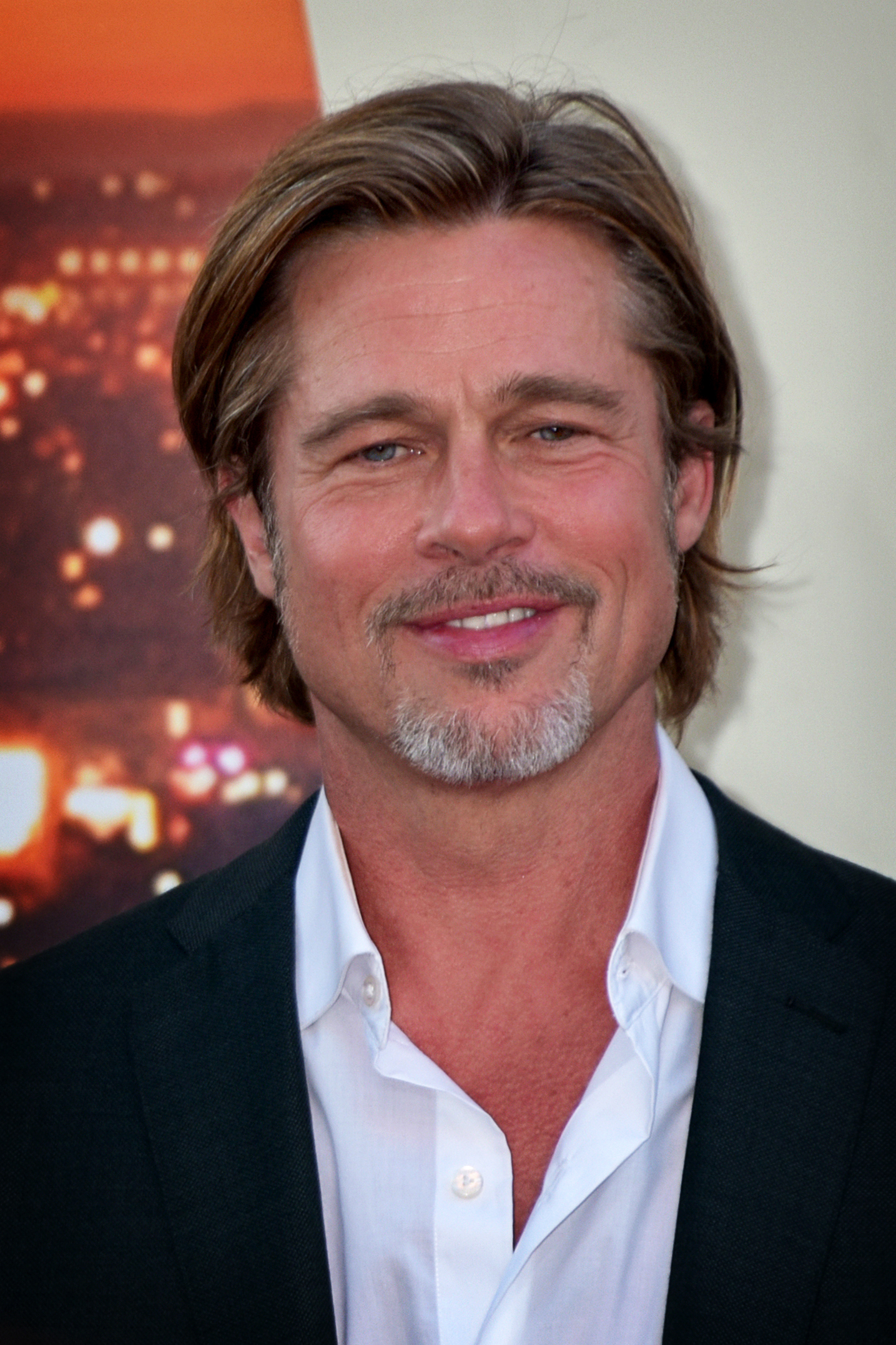
Brad Pitt (*1963)

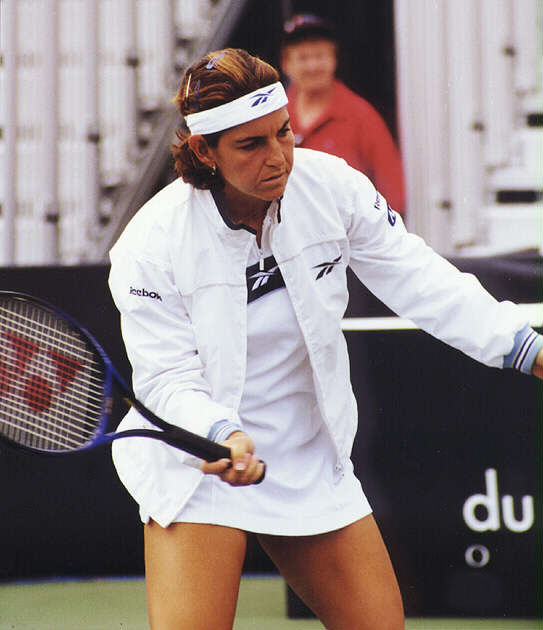
Arantxa Sánchezová Vicariová (* 1971)

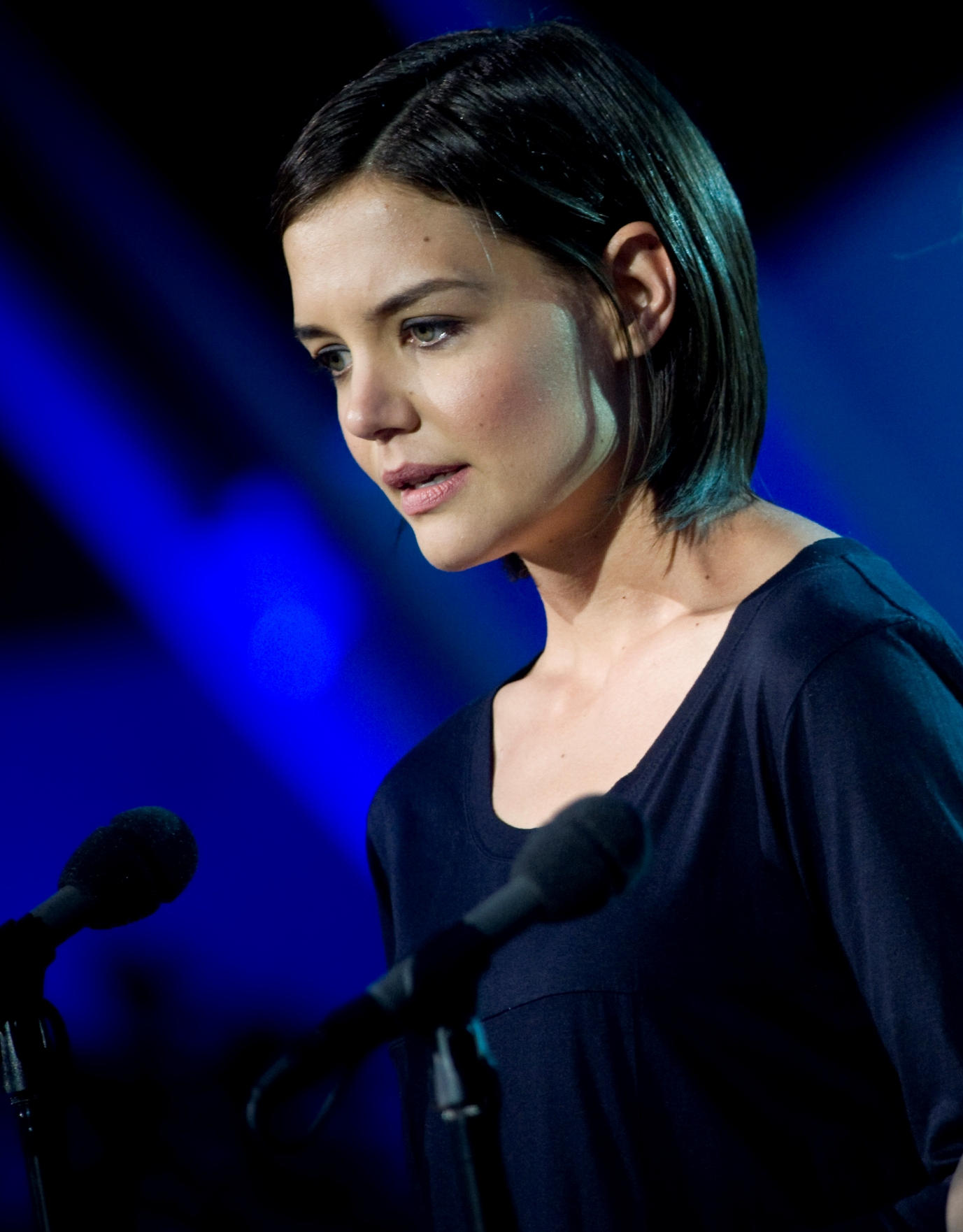
Katie Holmes (*1978)

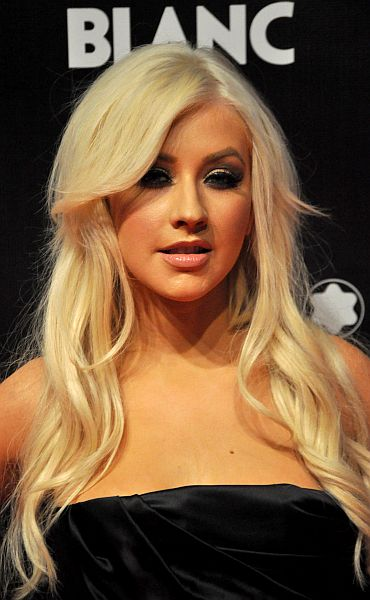
Christina Aguilera (*1980)

- 1358 – Ču Kang, čínský princ a vojevůdce († 30. března 1398)
- 1418 – Albrecht VI. Habsburský, rakouský vévoda († 2. prosince 1463)
- 1626 – Kristýna I. Švédská, švédská královna († 19. duben 1689)
- 1631 – Ludolf Bakhuizen, nizozemský malíř († 7. listopadu 1708)
- 1714 – Filipína Alžběta Orleánská, francouzská princezna († 21. května 1734)
- 1718 – Anna Leopoldovna, německá šlechtična, ruská regentka († 19. března 1746)
- 1724 – Luisa Hannoverská, dánská a norská královna († 19. prosince 1751)
- 1725 – Johann Salomo Semler, německý církevní historik († 14. dubna 1791)
- 1734 – Jean-Baptiste Rey, francouzský dirigent a hudební skladatel († 15. července 1810)
- 1736 – Bedřiška Braniborsko-Schwedtská, wüttemberská vévodkyně († 9. března 1798)
- 1747 – Barthélemy-Louis-Joseph Schérer, francouzský generál († 19. srpna 1804)
- 1768 – Marie-Guillemine Benoist, francouzská malířka († 8. října 1826)
- 1820 – Bertall, francouzský karikaturista a fotograf († 24. března 1882)
- 1826 – Theodor von Sickel, německo-rakouský historik († 21. dubna 1908)
- 1828 – Viktor Rydberg, švédský spisovatel a básník († 21. září 1895)
- 1839 – Adolf Daens, vlámský kněz, politik a sociální aktivista († 14. června 1907)
- 1855 – Konni Zilliacus, finský bojovník za nezávislost († 19. června 1924)
- 1856 – Joseph John Thomson, britský fyzik († 1940)
- 1863 – František Ferdinand d’Este, rakouský arcivévoda a následník rakousko-uherského trůnu († 1914)
- 1870 – Hector Hugh Munro, britský spisovatel († 14. listopadu 1916)
- 1875 – Matt McGrath, americký trojnásobný olympijský medailista v hodu kladivem († 29. ledna 1941)
- 1878 – Josif Vissarionovič Stalin, sovětský diktátor († 5. března 1953)
- 1879 – Paul Klee, švýcarský malíř († 29. června 1940)
- 1880 – Nikola Pašić, předseda vlády Srbského království († 10. prosince 1926)
- 1882 – Samuel Zoch, slovenský kněz, spisovatel a politik († 4. ledna 1928)
- 1883 – Raimu, francouzský herec a komik († 20. září 1946)
- 1888 – Karel Albrecht Habsbursko-Altenburský, rakouský arcivévoda z těšínské linie († 17. března 1951)
- 1897 – Fletcher Henderson, americký klavírista († 29. prosinec 1952)
- 1899 – Peter Wessel Zapffe, norský spisovatel, filozof a horolezec († 12. října 1990)
- 1900 – Nikolaj Vladimirovič Někrasov, ruský novinář, esperantista († 4. října 1938)
- 1904 – George Stevens, americký filmový režisér, producent, scenárista a kameraman († 8. března 1975)
- 1906 – Ferdinand Ďurčanský, slovenský politik († 15. března 1974)
- 1913
  - Antoni Adamiuk, polský katolický biskup († 25. ledna 2000)
  - Willy Brandt, německý politik, kancléř Západního Německa a vůdčí osobnost Sociálnědemokratické strany († 8. října 1992)
- 1914 – Adolf Diekmann, nacistický válečný zločinec († 29. června 1944)
- 1916 – Anselm Strauss, americký sociolog († 5. září 1996)
- 1919 – Barry Galbraith, americký jazzový kytarista († 13. ledna 1983)
- 1921 – Jurij Nikulin, sovětský komik a filmový herec († 21. srpna 1997)
- 1922 – Jack Brooks, americký politik († 4. prosince 2012)
- 1927 – Ramsey Clark, americký advokát a aktivista mírového hnutí († 9. dubna 2021)
- 1928 – Ira Gitler, americký novinář († 23. února 2019)
- 1929 – Józef Glemp, polský kardinál († 23. ledna 2013)
- 1934 – Boris Volynov, ruský kosmonaut
- 1937 – Moše Šaron, izraelský arabista a islamolog
- 1938 – Chas Chandler, britský hudebník († 17. července 1996)
- 1939 – Michael Moorcock, anglický spisovatel
- 1941 – Wadada Leo Smith, americký hudebník
- 1943
  - Keith Richards, britský rockový kytarista a skladatel, člen Rolling Stones
  - Bobby Keys, americký saxofonista († 2. prosince 2014)
- 1946
  - Steven Spielberg, americký režisér
  - Steve Biko, jihoafrický politický bojovník proti apartheidu († 1977)
  - Karol Kot, polský sériový vrah († 16. května 1968)
- 1947
  - Henk Barendregt, nizozemský učitel meditace a profesor matematické logiky
  - Karol Dobiaš, slovenský fotbalový obránce, československý reprezentant
  - Sten Stensen, norský rychlobruslař, olympijský vítěz
  - Pekka Marjamäki, finský hokejový obránce († 10. května 2012)
- 1948 – Bill Nelson, britský kytarista a zpěvák
- 1951
  - Alvin E. Roth, americký ekonom, Nobelova cena 2012
  - Andrew Sydney Withiel Thomas, australsko-americký strojní inženýr a kosmonaut
- 1952
  - Irja Askola, finská luterská duchovní, feministická teoložka a básnířka
  - Bettina Rheims, francouzská umělkyně a fotografka
  - Phil Shoenfelt, britský hudebník, skladatel a spisovatel
- 1953 – David Chipperfield, britský architekt
- 1954
  - Ray Liotta, americký herec († 26. května 2022)
  - Uli Jon Roth, německý kytarista
- 1955 – Ray Liotta, americký herec
- 1956 – Reinhold Ewald, německý astronaut
- 1958 – Julia Wolfe, americká hudební skladatelka
- 1963
  - Brad Pitt, americký herec
  - Pierre Nkurunziza, burundský prezident († 8. června 2020)
- 1964 – Joanna Agacka-Indecka, polská právnička († 10. dubna 2010)
- 1966 – Gianluca Pagliuca, italský fotbalista a trenér
- 1968
  - Rachel Griffithsová, australská herečka
  - Casper Van Dien, americký herec, režisér a producent
- 1971
  - Arantxa Sánchezová Vicariová, španělská tenistka
  - Cécile Avezou, francouzská sportovní lezkyně
- 1975 – Sia Furler, australská zpěvačka
- 1977 – Axwell, švédský producent a DJ, člen skupiny Swedish House Mafia
- 1978
  - Katie Holmesová, americká herečka
  - Josh Dallas, americký herec
- 1980 – Christina Aguilera, americká zpěvačka
- 1982 – Adam Ben Ezra, izraelský hudebník
- 1984
  - Giuliano Razzoli, italský lyžař
  - Galina Voskobojevová, kazašská tenistka
- 1987 – Miki Andová, japonská krasobruslařka
- 1989 – Ashley Benson, americká herečka a modelka
- 1992
  - Ryan Crouser, americký atlet, koulař
  - Bridgit Mendler, americká herečka a zpěvačka
- 1995 – Mads Pedersen, dánský silniční cyklista
- 1998 – Axel Zingle, francouzský silniční cyklista
- 2001 – Billie Eilish, americká zpěvačka

## Úmrtí

### Česko

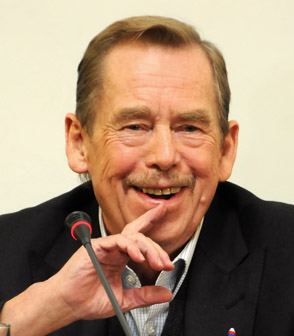
Václav Havel († 2011)

- 1584 – Ladislav II. Popel z Lobkovic, šlechtic (* 1502)
- 1730 – František Ludvík Poppe, kněz a hudební skladatel (* 17. září 1671)
- 1751 – Kilián Ignác Dienzenhofer, barokní stavitel (* 1. září 1689)
- 1848 – Bernard Bolzano, matematik, filozof a kněz (* 1781)
- 1853 – Antonín Veith, majitel panství Liběchov a mecenáš školství, věd a umění (* 3. ledna 1793)
- 1874 – Arnošt Förchtgott Tovačovský, moravský hudební skladatel (* 28. prosince 1825)
- 1905 – Josef Benoni, politik, novinář a překladatel (* 29. prosince 1823)
- 1931 – Adolf Stránský, novinář a politik (* 8. dubna 1855)
- 1944 – Karel Václav Adámek, spisovatel a politik (* 19. září 1868)
- 1953 – Josef Opletal, lesník (* 20. listopadu 1863)
- 1969 – Jaroslava Vobrubová-Koutecká, překladatelka (* 12. února 1891)
- 1973 – Ada Nordenová, operní pěvkyně (* 14. září 1891)
- 1985
  - Josef Klapuch, zápasník, olympionik, stříbrná medaile na OH 1936 (* 10. února 1906)
  - Pavel Mahrer, československý fotbalový reprezentant (* 23. května 1900)
- 1989 – Zdeněk Němeček, sochař (* 16. listopadu 1931)
- 1993 – Vladimír Hawlík, varhaník a skladatel (* 29. března 1911)
- 1995 – Martin Růžek, herec (* 23. září 1918)
- 1998 – Oldřich Urban, fotbalista, záložník a obránce, reprezentant (* 16. února 1947)
- 2007 – Vilém Frendl, fotograf (* 28. května 1913)
- 2011
  - Bohuslav Švarc, lesnický odborník (* 6. prosince 1921)
  - Václav Havel, dramatik, esejista, kritik komunistického režimu, disident, politik a první prezident České republiky (* 5. října 1936)
- 2012 – Václav Kasík, hudebník a hudební redaktor (* 9. srpna 1947)
- 2017 – Josef Pešice, fotbalista a český trenér (* 12. února 1950)
- 2018 – Jana Štěpánková, herečka (* 6. září 1934)
- 2022 – Ladislav Trojan, herec (* 1. srpna 1932)

### Svět

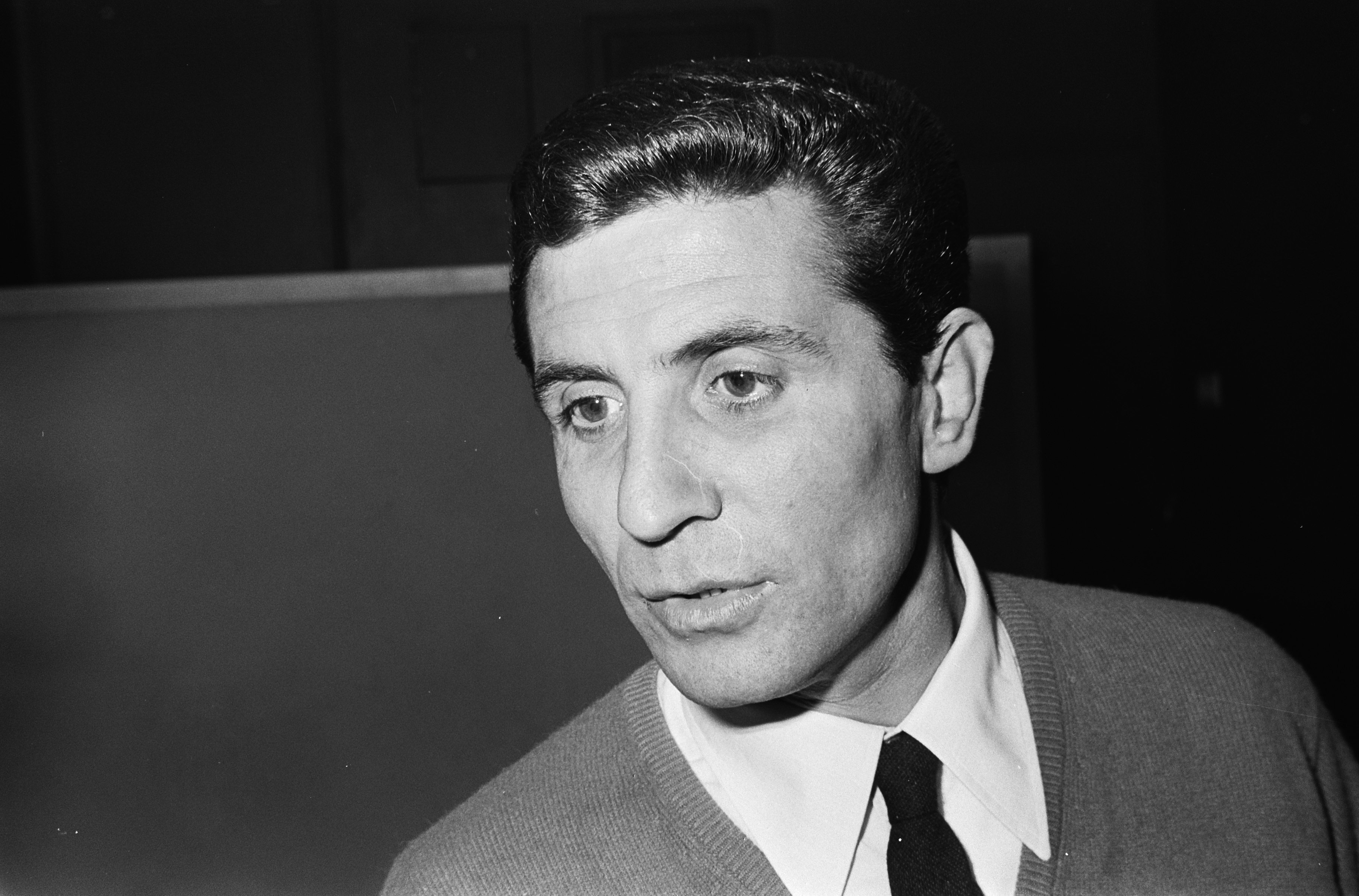
Gilbert Bécaud († 2001)

- 1385 – Bernabo Visconti, milánský vládce (* 1323)
- 1406 – Çandarlı Ali Paša, osmanský státník a velkovezír (* ?)
- 1442 – Petr Cauchon, biskup z Beauvais a hlavní soudce procesu s Janou z Arku (* 1371)
- 1577 – Anna Saská, manželka nizozemského místodržitele Viléma I. Oranžského (* 23. prosince 1544)
- 1638 – François-Joseph Le Clerc du Tremblay, šedá eminence kardinála Richelieua (* 4. listopadu 1577)
- 1737 – Antonio Stradivari, italský výrobce houslí (* 1644)
- 1771 – Philip Miller, skotský zahradník a botanik (* 1691)
- 1798 – Michael Johann von Wallis, rakouský polní maršál (* 4. ledna 1732)
- 1803 – Johann Gottfried Herder, německý spisovatel a filosof (* 25. srpna 1744)
- 1868 – Ferdinand Lobkowitz kníže ze šlechtického rodu Lobkoviců (* 13. dubna 1797)
- 1892 – Richard Owen, britský přírodovědec, anatom a paleontolog (* 20. července 1804)
- 1898 – Frederik Ferdinand Petersen, dánský fotograf (* 9. ledna 1815)
- 1909
  - Michail Nikolajevič Ruský, nejmladš syn ruského cara Mikuláše I. (* 25. října 1832)
  - Samuel Czambel, slovenský jazykovědec a překladatel (* 24. srpna 1856)
- 1919 – Henri Fournier, francouzský automobilový závodník (* 14. dubna 1871)
- 1932
  - Fredrik Lilljekvist, švédský architekt (* 10. srpna 1863)
  - Eduard Bernstein, německý politik a teoretik SPD (* 1850)
- 1933 – Mary Parker Follettová, americká průkopnice managementu (* 3. září 1868)
- 1936 – Andrija Mohorovičić, chorvatský seismolog a meteorolog (* 1857)
- 1942
  - Oldřich Hlaváč, český spisovatel a stomatolog (* 9. ledna 1895)
  - Jiří Sedmík, český legionář, politik a diplomat (* 9. dubna 1893)
- 1950 – Viliam Žingor, hrdina Slovenského národního povstání (* 30. července 1912)
- 1952 – Ernst Stromer, německý šlechtic a paleontolog (* 12. června 1870)
- 1954 – Vilhelm Buhl, premiér Dánska (* 16. října 1881)
- 1955 – Luigi Motta, italský spisovatel (* 11. července 1881)
- 1957 – Dorothy L. Sayersová, britská spisovatelka a překladatelka (* 13. června 1893)
- 1968
  - Dorothy Garrod, britská archeoložka (* 5. května 1892)
  - Giovanni Messe, italský maršál a politik (* 10. prosince 1883)
- 1974 – Ja'akov Geri, ministr průmyslu, obchodu a práce Izraele (* 1901)
- 1975 – Theodosius Dobzhansky, ukrajinsko-americký genetik a evoluční biolog (* 24. ledna 1900)
- 1978 – Harold Lasswell, americký politolog a teoretik komunikace (* 13. února 1902)
- 1980 – Alexej Kosygin, předseda Rady ministrů Sovětského svazu (* 21. února 1904)
- 1982 – Hans-Ulrich Rudel, německý bojový pilot (* 2. července 1916)
- 1983 – Victor Turner, britský antropolog (* 28. května 1920)
- 1985 – Xuân Diệu, vietnamský básník (* 2. února 1916)
- 1987 – Warne Marsh, americký saxofonista (* 26. října 1927)
- 1991 – George Abecassis, britský automobilový závodník (* 21. března 1913)
- 1992 – H. L. A. Hart, britský právní filosof (* 18. června 1907)
- 1995 – Konrád Zuse, německý inženýr a počítačový průkopník (* 22. června 1910)
- 1997 – Michel Quoist, francouzský teolog a spisovatel (* 18. června 1921)
- 1998 – Lev Ďomin, ruský kosmonaut (* 1926)
- 1999 – Robert Bresson, francouzský režisér (* 25. září 1901)
- 2001 – Gilbert Bécaud, francouzský šansoniér, skladatel a herec (* 24. října 1927)
- 2003 – Branko Horvat, chorvatský ekonom, profesor a politik (* 24. června 1928)
- 2006 – Joseph Barbera, americký animátor, režisér, kreslíř (* 24. března 1911)
- 2008 – Majel Barrettová, americká herečka (* 23. února 1932)
- 2010 – Ján Bukovský, vatikánský diplomat slovenského původu (* 18. ledna 1924)
- 2012 – Danny Steinmann, americký filmový režisér (* 7. ledna 1942)
- 2014 – Virna Lisiová, italská filmová herečka (* 8. listopadu 1936)
- 2016 – Zsa Zsa Gaborová, maďarsko-americká herečka (* 6. února 1917)
- 2017 – Kim Jong-hyun, jihokorejský zpěvák (* 8. dubna 1990)
- 2019
  - Claudine Auger, francouzská herečka a modelka (* 26. dubna 1941)
  - Ge'ula Kohenová, izraelská politička a novinářka (* 25. prosince 1925)
- 2020 – Michael Jeffery, generální guvernér Austrálie (* 12. prosince 1937)

## Svátky

### Česko
- Den československé poštovní známky
- Miloslav
- Milodar
- Gracián, Grácie, Graciana
- Zosim

### Svět
- Niger: Den republiky
- Mezinárodní den migrantů
- Den arabštiny

| 18. prosinec v pražském KlementinuÚdaje jsou platné k 8. 7. 2025. | 18. prosinec v pražském KlementinuÚdaje jsou platné k 8. 7. 2025. | 18. prosinec v pražském KlementinuÚdaje jsou platné k 8. 7. 2025. |
| minimum                                                           | denní průměr                                                      | maximum                                                           |
| ----------------------------------------------------------------- | ----------------------------------------------------------------- | ----------------------------------------------------------------- |
| −20,4 °C (1788)                                                   | 1,6 °C (od 1961)                                                  | 12,9 °C (1989)                                                    |